# 汚染された紙幣

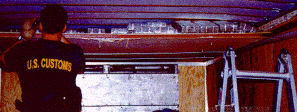
押収されたトラックに隠されていた560万ドル。

汚染された紙幣（おせんされたしへい、Contaminated Banknotes）とは、コカインなどが汚染物質として付着した紙幣のことである。都市伝説の1つに銀行券の大半はコカインの痕跡が残っているというものがあるが、実際に各国で行われた研究によりこの逸話は裏付けられている。例えばアメリカでは、ロサンゼルスにおいて1994年に第9巡回区控訴裁判所が平均すると4枚の紙幣のうち3枚以上がコカインもしくはその他の違法な薬物に汚染されていると断定している。
それ以外の国の紙幣にも同じように薬物に汚染された形跡がみられ、病気を媒介する役割を果たしていることを示す研究まである。とはいえ病気が紙幣を通じてどの程度まで容易に伝染するのかという点では研究者の意見が分かれている。

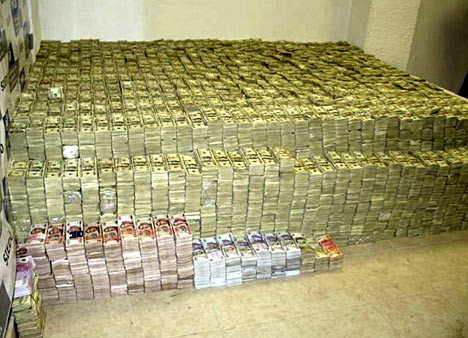
麻薬資金として押収された207万ドルの一部。

またヨーロッパでは汚染された紙幣とコカインの使用に相関関係があることが明らかにされた。8年間の調査により、汚染されたユーロ紙幣はスペイン発のものが最も多いのに対して、隣接するポルトガルは最少の国家に分類された。スペインは南アメリカにとってコカイン輸出の窓口であり、過去の統計でもコカイン使用者の割合がヨーロッパで最も高いのに対し、ポルトガルはこちらでも最も割合が少ない国家の1つである。
このような汚染が起こる理由として、紙幣が麻薬取引の最中にやりとりされるものであること、鼻からドラッグを吸引するときにまるめた紙幣が使われるためなどの説が考えられる。最初の汚染が起きると、汚染物質は狭い空間に置かれた別の紙幣へと「感染」していく。金融機関ではふつうそうであるように閉鎖された環境下で積み重ねられた紙幣がまさにその典型である。

## アメリカ合衆国
フォレンジック・サイエンス・インターナショナル誌に発表された研究では、オハイオ州クリーブランドカイヤホガ郡の検死局に在籍するA.J.ジェンキンスが、5つの都市からランダムに集めた10枚の1ドル札について分析を行っている。この紙幣にコカイン、ヘロイン、"6－AM"と呼ばれる6-アセチルモルヒネ、モルヒネ、コデイン、メタンフェタミン、アンフェタミン、フェンシクリジンの検査が行われた。紙幣はまず2時間かけてアセトニトリルに漬けられ、その後取り出されてGC-MS分析にかけられる。その結果、「92%の紙幣がコカインに関しては陽性であり、検出量は平均して1枚あたり28.75±139.07マイクログラム、中央値は1.37マイクログラム/枚、幅は0.01-922.72マイクログラム/枚だった。ヘロインは0.03から168.5マイクログラム/枚の範囲で7枚の紙幣から検出された。6－AMは3枚の紙幣から、メタンフェタミンとアンフェタミンはそれぞれ3枚と1枚の紙幣から検出された。フェンシクリジンは0.78マイクログラムと1.87マイクログラムの量で2枚から検出された。コデインは分析にかけられたどの1ドル紙幣からも検出されなかった」。この研究から紙幣を最も汚染しているのはコカインであることが裏付けられたが、同時に紙幣からはそれ以外の乱用されがちな薬物も検出されることが確かめられた。
アルゴンヌ国立研究所で行われた研究によれば、シカゴ近郊で流通する紙幣の5枚に4枚はコカインの痕跡があることがわかった。別の都市を対象にした過去の研究でも、同じ割合で紙幣が汚染されていることがわかっている。しかしアルゴンヌでの研究は、汚染紙幣に触っても手に薬物がつくことはないことを初めて実証したものでもあった。つまり「コカインをこすり落とすことは事実上不可能である」とアルゴンヌ国立研究所の化学者ジャック・デミルジアンは述べている。シカゴ・サンタイムズのビル・ソーンズとリッチ・ソーンズによれば、この汚染の割合は94%に達すると推計している。ロナルド・K・シーゲルも著書のなかで汚染を同様の数字で見積もっている。
また、サクラメント・ビー紙が明らかにしたのは、こういった汚染が起こる第1の要因は市中に出回る違法薬物の取り引きにおいて使用される貨幣であるが、連邦準備制度が図らずもそれを清潔な紙幣と混ぜ合わせてしまうことが汚染物質を拡散させる原因となっていたということである。ジャーナル・オブ・アナリティカル・トキシコロジー誌もこの主張を裏付けており、現金計算機が伝染に果たした役割を指摘している。
アメリカの紙幣にはほぼコカインが付着していることが明らかになったことは、法的な意味合いも持っていた。それは麻薬犬の反応が、ただちに逮捕や紙幣の没収の根拠にはならないということである（麻薬の量は紙幣の所有者が起訴されるには少なすぎるが、麻薬犬の反応を引き出せないほど少ないわけではなかった）。しかし、多くの州で抗議が起こり、麻薬犬の反応は汚染の「異常な」量とは何にもとづいて構成されるのかという基準の1つとして存続することとなった。

## イギリス
イギリスの科学捜査官は国内の全紙幣の80%前後が麻薬の痕跡を有していると述べている。だが1999年の研究ではロンドン周辺に限ればさらに高い数字になることが明らかにされている。500枚の紙幣が試験され、コカインの痕跡のない紙幣は4枚しかなかったのである。ほとんどの紙幣は低いレベルの汚染状態にあり、汚染紙幣と接触があっただけであることを示しているのだが、この研究で試験されたうちの4%に関しては汚染のレベルが高かった。研究者によればこれは、乱用の影響下にありコカインが皮脂に分泌された人間が紙幣を扱ったことによるか、あるいは直接麻薬を吸引するのに使われた結果である。
イギリスでは紙幣が流通から外される汚染の度合いというものが定められており、毎年1500万ポンドの紙幣がこの基準を超えて廃棄されている。これは人体に重大な影響を及ぼすからというよりもほとんど予防的な目的で行われる。
紙幣にみつかる薬物としてはコカインが最も一般的で、ヘロインとエクスタシーはそれに次ぐ（エクスタシーが検出される頻度は2002年まで年々上昇していた）。捜査のため押収された紙幣の分析をおこなうマス・スペック・アナリティカル社のジョー・レヴィは、吸引に使われた紙幣はその後選別機にかけられさらに多くの紙幣を汚染するが、ヘロインとエクスタシーはコカインよりもはるかに急速に分解されると指摘しており、これがコカインの汚染がおこりやすい理由だと説明している。
警察が麻薬取引を強制捜索して押収した紙幣はふつう重度に汚染されている。2002年の強制捜査では、46万5千ポンドがヘロインの保管されていた部屋から発見されている。このときは紙幣の汚染の度合いが非常に高かったため、捜査官には保護具なしには手を触れないようにという指示が出された。マネーロンダリングの捜査のためコロンビアでおこわれたアップロー作戦では、100万ドルの汚染紙幣がみつかり、没収された後に廃棄されている。
麻薬取引で使われたことが疑われる紙幣と接触によって伝染した程度の紙幣と汚染（つまり汚染物質の濃縮）の度合いの違いも過去の研究から明らかにされている。汚染物質の試験もこの違いを確かめるものであり、麻薬ディーラーに対する裁判でも根拠として利用されている。なぜなら、ふつうはただちに影響を及ぼすと考えられる、都市部と地方、貧富の差、犯罪率の高低といった地域的な要素に関わらず、基準となる汚染レベルはイギリス全土でほぼ一定だからである。

### C型肝炎
紙幣の汚染はコカインなどの違法薬物に留まらない。イギリスの防疫官は、C型肝炎の流行が兆していると警告したことがある。肝炎にかかった麻薬常習者で、コカインを吸引するための紙幣を仲間うちでまわしている者は、何千という人の感染を助長しているに等しい。麻薬常習者は頻繁に体調を崩すため、まいた紙幣に血の跡が小さく付いていてもなかなか気がつかない。10人いれば8人がキャリアである自分の健康状態に注意を払わない（肝炎の潜伏期間は10年単位である）うえに日常的に医療機関にかかるわけでもない状況で、このことは大きな懸念材料となっている.。このC型肝炎にかかる高いリスクはアメリカの国立衛生研究所も指摘している。
イギリス保健省は国内のC型肝炎感染者を20万人以上と試算したことがあるが、この数字は実際にはもっと多かった。C型肝炎トラストの事務総長であるチャールズ・ゴアは言う。「試算によれば、毎年5,000件程度の新たなC型肝炎の症例が診断されていますが、それはほとんど幸運といっていいものです。なぜなら多くは診断さえされないので、私たちはいまどういった問題に直面しているのかもわからないからです。2000年にロンドンで5,000枚の紙幣が試験されたとき、その99%にはコカインの痕跡がありました。このことは、診断を受けることとC型肝炎のかかりやすさに対する認知度に大きな問題が潜んでいることを教えてくれます」。
ロンドンのセント・メアリーズ病院教授グレアム・フォスターは言う。「紙幣や巻紙をシェアすることがたいへんなリスク要因であることはもっと社会的に認識されるべきだ。薬物の吸引のほうが注射よりもC型肝炎にかかるリスクが低いとはいえ、いぜんリスクであることに変わりはないのだから」。

## ヨーロッパ圏
同じような汚染はアイルランド、スペイン、ドイツのユーロ紙幣からも見つかっている。さらにドイツの場合は、ATMから引き出されたユーロ紙幣が裂けていたりくずれていたりといったおかしな例が報告されていたが、後にそれはメタンフェタミンを精製する時に使われる硫酸塩が人間の汗と交じって硫酸を形成し、ユーロ紙幣として印刷された紙を分解していたからだという説明がなされた。ドイツに存在する結晶メタンフェタミンのほとんどは東ヨーロッパ産で、硫酸塩の割合が高い。

## その他の地域
現代的な貨幣のほとんどが長寿命であり、それゆえ紙幣による生物学的因子の伝達に関して様々な誤解が生まれている。例えばSARSはAIDS同様に紙幣を介して広まることはありえない。しかし、2003年始めの中国ではそれが関心事となっていたことは注目に値する。致死性のSARSウイルスが紙幣を介して拡散するという社会不安から、政府は放棄された紙幣を再び流通させるまで機械的に24時間（ウイルスの寿命として想定された時間）の隔離を行わねばならなかった。
紙幣の汚染と全般的な「不潔さ」のゆえに、オーストラリア政府は1988年に樹脂製の紙幣を導入している。2013年の時点でポリマー素材の紙幣は、オーストラリアのほかメキシコ、カナダ、シンガポールなど20ヵ国以上で使用されている。